# باریکه یونی متمرکز
باریکه یونی متمرکز یا بیم (به انگلیسی: Focused Ion Beam also known as FIB) روشی برای نمونه‌سنجی است که در آن از باریکه متمرکز یون‌ها برای تصویرسازی یا لایه‌برداری از نمونه استفاده می‌شود. این تکنیک در فناوری نیمه‌رسانا، مهندسی و علم مواد و ماشین‌کاری کاربرد دارد. از دیگر زمینه‌های کاربرد این فناوری زیست‌شناسی است که برای تجزیه و تحلیل، رسوب‌دهی و فرسودن بکار می‌رود.

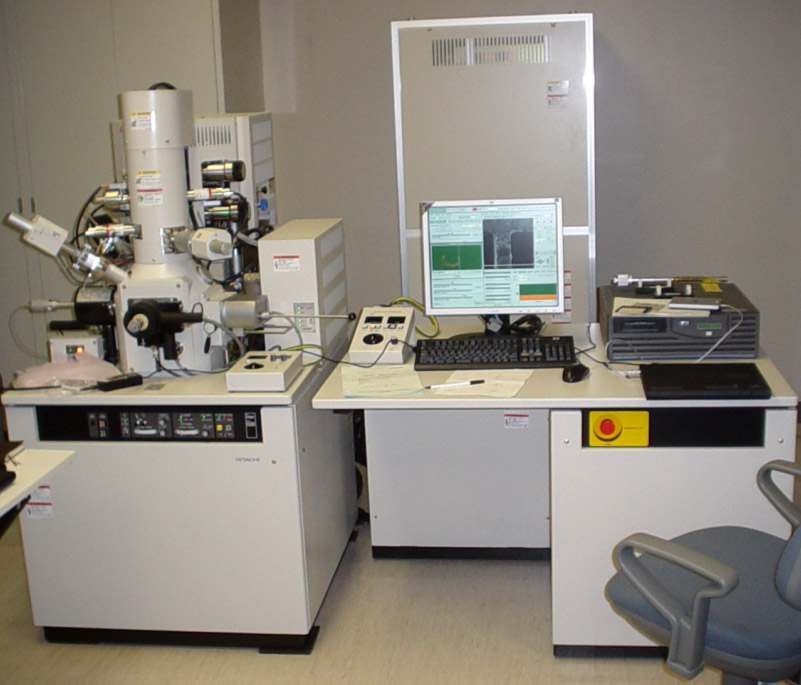
تصویری از دستگاه باریکه یونی متمرکز

## تاریخچه
اولین سیستم‌های باریکه یونی متمرکز بر پایه تکنولوژی میدان نشر و با استفاده از منابع یونیزاسیون میدان گاز (اختصاری GFIS) در سال 1975 توسط لوی-ستی و سوانسون گورلوف توسعه یافتند.
ساخت اولین دستگاه باریکه یونی متمرکز بر پایه منابع یونیزاسیون میدان گاز در سال 1978 توسط سلیگر انجام شد.

## عملکرد

نظریه FIB